# Siti sacri e vie di pellegrinaggio nella catena montuosa di Kii
Siti sacri e vie di pellegrinaggio nella catena montuosa di Kii è un patrimonio dell'umanità dell'UNESCO situato nella penisola di Kii in Giappone.

## Criteri di selezione
I luoghi e i percorsi di questo sito del patrimonio sono basati sulla loro importanza storica e moderna nei pellegrinaggi religiosi. È stato anche considerato per la fusione di credenze shintoiste e buddiste e per una storia di tradizioni ben documentata di oltre 1.200 anni.  È stato preso in considerazione anche lo scenario naturale della penisola di Kii, con i suoi numerosi ruscelli, fiumi e cascate. Tecnicamente, le strutture indipendenti nei templi e nei santuari sono state nominate per questa distinzione e non l'intero edificio. Per questa nomina sono state incluse sezioni dei sentieri, ma non la loro intera lunghezza. Sono stati selezionati un totale di 242 elementi da siti e percorsi di pellegrinaggio.

## Elenco dei siti
| Area                  | Elemento | Tipo                     | Ubicazione                                                  | Foto |
| --------------------- | --- | ------------------------ | ----------------------------------------------------------- | ---- |
| Yoshino e Ōmine       | Monte Yoshino (吉野山?, Yoshino-yama) | Montagna                 | Yoshino-chō, Yoshino-gun, Nara-ken                          |      |
| Yoshino e Ōmine       | Santuario di Yoshino (吉野水分神社?, Yoshino-mikumari-jinja)                                                                               | Jinja                    | Yoshino-chō, Yoshino-gun, Nara-ken                          |      |
| Yoshino e Ōmine       | Monte Ōmine (大峰山?, Ōmine-san) | Montagna                 | Yoshino-chō, Yoshino-gun, Nara-ken                          |      |
| Yoshino e Ōmine       | Santuario Kinpu (金峯神社?, Kimpu-jinja)                                                                                                   | Jinja                    | Yoshino-chō, Yoshino-gun, Nara-ken                          |      |
| Yoshino e Ōmine       | Kimpusen-ji (金峯山寺?, Kimpusen-ji) | Shugendō/Tempio buddista | Yoshino-chō, Yoshino-gun, Nara-ken                          |      |
| Yoshino e Ōmine       | Santuario Yoshimizu (吉水神社?, Yoshimizu-jinja)                                                                                           | Jinja                    | Yoshino-chō, Yoshino-gun, Nara-ken                          |      |
| Yoshino e Ōmine       | Ōminesan-ji (大峯山寺?, Ōminesan-ji) | Tempio shugendō          | Tenkawa-mura, Yoshino-gun, Nara-ken                         |      |
| Santuario kumano      | Kumano Hongū Taisha (熊野本宮大社?, Kumano Hongū Taisha)                                                                                   | Jinja                    | Tanabe-shi, Wakayama-ken                                    |      |
| Santuario kumano      | Kumano Hayatama Taisha (熊野速玉大社?, Kumano Hayatama Taisha)                                                                             | Jinja                    | Shingū-shi, Wakayama-ken; Kiho-chō, Minamimuro-gun, Mie-ken |      |
| Santuario kumano      | Kumano Nachi Taisha (熊野那智大社?, Kumano Nachi Taisha)                                                                                   | Jinja                    | Nachikatsuura-chō, Higashimuro-gun, Wakayama-ken            |      |
| Santuario kumano      | Seiganto-ji (青岸渡寺?, Seiganto-ji) | Tempio buddista Tendai   | Nachikatsuura-chō, Higashimuro-gun, Wakayama-ken            |      |
| Santuario kumano      | Cascata di Nachi (那智滝?, Nachi no Taki)                                                                                                  | Cascata                  | Nachikatsuura-chō, Higashimuro-gun, Wakayama-ken            |      |
| Santuario kumano      | Foresta vergine di Nachi (那智原始林?, Nachi Genjirin)                                                                                     | Foresta                  | Nachikatsuura-chō, Higashimuro-gun, Wakayama-ken            |      |
| Santuario kumano      | Fudarakusan-ji (補陀洛山寺?, Fudarakusan-ji)                                                                                               | Tempio buddista Tendai   | Nachikatsuura-chō, Higashimuro-gun, Wakayama-ken            |      |
| Kōyasan               | Santuario Niutsuhime (丹生都比売神社?, Niutsuhime-jinja)                                                                                   | Jinja                    | Katsuragi-chō, Ito-gun, Wakayama-ken                        |      |
| Kōyasan               | Kongōbu-ji (金剛峯寺?, Kongōbu-ji) | Tempio buddista Shingon  | Kōya-chō, Ito-gun, Wakayama-ken                             |      |
| Kōyasan               | Jison-in (慈尊院?, Jison-in) | Tempio buddista Shingon  | Kudoyama-chō, Ito-gun, Wakayama-ken                         |      |
| Kōyasan               | Santuario Niukanshōfu (丹生官省符神社?, Niukanshōfu-jinja)                                                                                 | Jinja                    | Kudoyama-chō, Ito-gun, Wakayama-ken                         |      |
| Vie di pellegrinaggio | Ōmine Okugakemichi (大峯奥駈道?, Ōmine Okugakemichi)                                                                                       | Via di pellegrinaggio    | Villaggi tra le prefetture di Nara e Wakayama               |      |
| Vie di pellegrinaggio | Kumano Sankeimichi (熊野参詣道?) - Nakahechi (中辺路?), compreso Kumano (熊野川?) - Kohechi (小辺路?) - Ōhechi (大辺路?) - Iseji (伊勢路?) | Via di pellegrinaggio    | Tra le prefetture di Mie e Wakayama                         |      |
| Vie di pellegrinaggio | Kōyasan chōishi-michi (高野山町石道?, Kōyasan Chōishimichi)                                                                                | Via di pellegrinaggio    | Villaggi in Ito-gun, Wakayama-ken                           |      |